# Sky Sports (Reino Unido)
Sky Sports es un grupo de canales de televisión por suscripción de temática deportiva operados por la empresa Sky Group (una división de Comcast) y es la marca dominante de la televisión de paga relacionada con los deportes en el Reino Unido e Irlanda. Ha desempeñado un papel importante en el aumento de la comercialización del deporte británico desde 1991, y en ocasiones ha tenido un papel importante en la inducción de cambios organizativos en los deportes que transmite, sobre todo cuando alentó a la Premier League a separarse de la Football League en 1992.
Sky Sports Main Event, Premier League, Football, Cricket, Golf, F1, Action y + están disponibles como un paquete premium además del paquete básico de Sky. Estos servicios también están disponibles como canales premium en casi todos los sistemas de transmisión por satélite, cable e IPTV en el Reino Unido e Irlanda. Sky Sports News, Sky Sports Racing y Sky Sports Mix se proporcionan como parte de los paquetes básicos. La cadena Sky Sports está dirigida por Jonathan Licht.

## Historia

### 1989–1991: Antecesores
British Satellite Broadcasting (BSB) operaba The Sports Channel, que se lanzó el 27 de marzo de 1990. En los años de BSB, este compartía la misma frecuencia con su estación hermana poco promocionada, The Computer Channel, que transmitía temprano en la mañana cuando estaba fuera del aire. Ese mismo año (2 de noviembre), BSB se fusionó con Sky Television para formar British Sky Broadcasting.
En 1989, Sky Television cofundó otra cadena deportiva, Eurosport, con la Unión Europea de Radiodifusión. Sin embargo, en 1991, Eurosport fue objeto de una denuncia por parte del competidor Screensport, quien argumentó el efecto de restringir y distorsionar la competencia en el mercado deportivo y Sky se retiró de la empresa. También en el mismo año, se vendió a TF1 y se fusionó con Screensport dos años después.

### 1991–1998: Inicios
The Sports Channel pasó a llamarse Sky Sports el 20 de abril de 1991 y comenzó a transmitir para los espectadores de Sky a través del satélite Astra 1B recién lanzado en esa fecha, junto con sus transmisiones existentes en el satélite Marcopolo de BSB. El canal se vendió como uno de los principales atractivos del sistema Sky e inicialmente transmitió deportes como el rugby y el golf antes de adquirir los derechos de la Serie A y Bundesliga (ambas anteriormente transferidas de The Sports Channel). Inicialmente, el canal estaba cifrado, pero se transmitía de forma gratuita y requería un decodificador analógico de VideoCrypt, y no se necesitaba una suscripción para verlo. Dado que los decodificadores de VideoCrypt solo estaban disponibles oficialmente en el Reino Unido, esta medida tenía como objetivo evitar la visualización del servicio fuera del Reino Unido e Irlanda.
Sin embargo, fue después de la formación de la Premier League para la temporada de fútbol 1992/93, que al ofertar 304 millones de libras esterlinas, BSkyB venció a la BBC e ITV para adquirir los derechos exclusivos y en vivo de transmisión de fútbol de la primera división inglesa para el Reino Unido e Irlanda por un período de cinco años. Al hacerlo, los partidos de la máxima competición inglesa de fútbol dejaron de transmitirse en vivo por la televisión terrestre y abierta por primera vez en la historia. En este punto, a partir del 1 de septiembre de 1992, Sky Sports se convirtió en un canal de suscripción mensual y se vendió de forma independiente o a un precio reducido si se tomaba con los canales de películas de Sky.
El 19 de agosto de 1994, se lanzó un canal secundario llamado Sky Sports 2 que se usaba a menudo los fines de semana. El 1 de noviembre de 1995, Sky lanzó un servicio deportivo clásico llamado Sky Sports Gold, sin embargo, dejó de transmitir después de solo un año en el aire. El 16 de agosto de 1996, Sky lanzó Sky Sports 3 cuando el canal original pasó a llamarse Sky Sports 1. También adquirieron los derechos del fútbol escocés y la Copa de la Liga. El 1 de septiembre de 1997, Sky Sports 2 se convirtió en un servicio de tiempo completo.

### 1998–2017: Era Digital

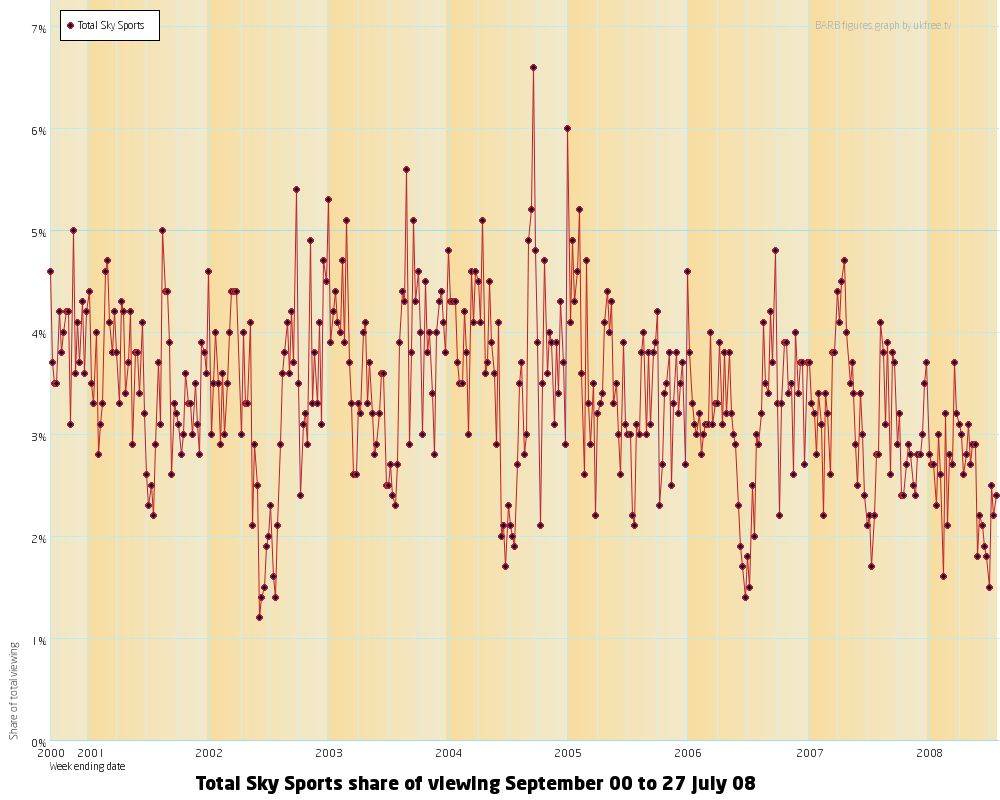
Cuota de visualización de Sky Sports 2000-2008

Con el lanzamiento de la plataforma satelital Sky Digital el 1 de octubre de 1998, Sky Sports lanzó Sky Sports News, un canal que brinda cobertura de noticias deportivas, seguido de Sky Sports Xtra (más tarde denominado Sky Sports 4 desde 2010, y luego Sky Sports Golf desde 2017) en agosto de 1999.
Durante un partido de la Premier League entre el Arsenal y el Manchester United el 22 de agosto de 1999, Sky Sports lanzó un servicio de televisión interactiva conocido como Sky Sports Active a través de la plataforma digital, lo que permite a los espectadores ver partidos con acceso a estadísticas adicionales en pantalla y la opción de ángulos de cámara alternativos y repeticiones. Sky también esperaba extender los servicios interactivos a otros deportes para el año siguiente.
El 25 de enero de 2011, la cobertura de la Premier League de Sky Sports estuvo en el centro de la controversia cuando surgieron videos de los presentadores de larga trayectoria Andy Gray y Richard Keys haciendo comentarios percibidos como sexistas por los cuales Gray fue despedido y su compañero reportero Andy Burton fue suspendido por Sky debido a su participación en los comentarios sexistas hechos sobre una árbitra asistente, Sian Massey, que también involucró a Gray y Keys. Sin embargo, a diferencia de Gray y Keys, Burton volvió más tarde a sus funciones regulares en Sky.
El 29 de julio de 2011, se anunció que Sky Sports había adquirido los derechos de las carreras de la Fórmula 1 desde 2012 hasta 2018, con la BBC compartiendo los derechos de transmisión gratuita de aproximadamente la mitad de los eventos y los highlights para el resto. Posteriormente, Sky anunció que introduciría un nuevo canal dedicado específicamente a la cobertura de la Formula 1, Sky Sports F1, que transmitiría prácticas, la clasificación y cobertura sin publicidad de cada carrera; el servicio se puso a disposición sin cargo adicional para todos los suscriptores de alta definición de Sky, independientemente de si eran suscriptores de Sky Sports. Sky extendió su contrato desde 2016 hasta 2024; a partir de 2019, Sky se convirtió en la emisora exclusiva de todas las carreras de la Fórmula 1, excepto el GP de Gran Bretaña, que también se transmitirá en el canal público Channel 4 (que también posee los derechos de todas las carreras destacadas).
El 12 de agosto de 2014, Sky lanzó un nuevo canal llamado Sky Sports 5, que se dedicaría principalmente al fútbol europeo, incluidas la clasificación para la Eurocopa, LaLiga, Eredivisie y otras competiciones.
El 24 de agosto de 2016, Sky lanzó Sky Sports Mix, un nuevo canal diseñado para ofrecer una muestra de contenido de la gama completa de los canales de Sky Sports a quienes no son suscriptores. En Sky, el canal se incluye como un servicio básico con todos los planes y también estaba disponible en ciertos paquetes de Virgin Media en su lanzamiento.

### 2017–presente: Realineamiento y expansión de canales

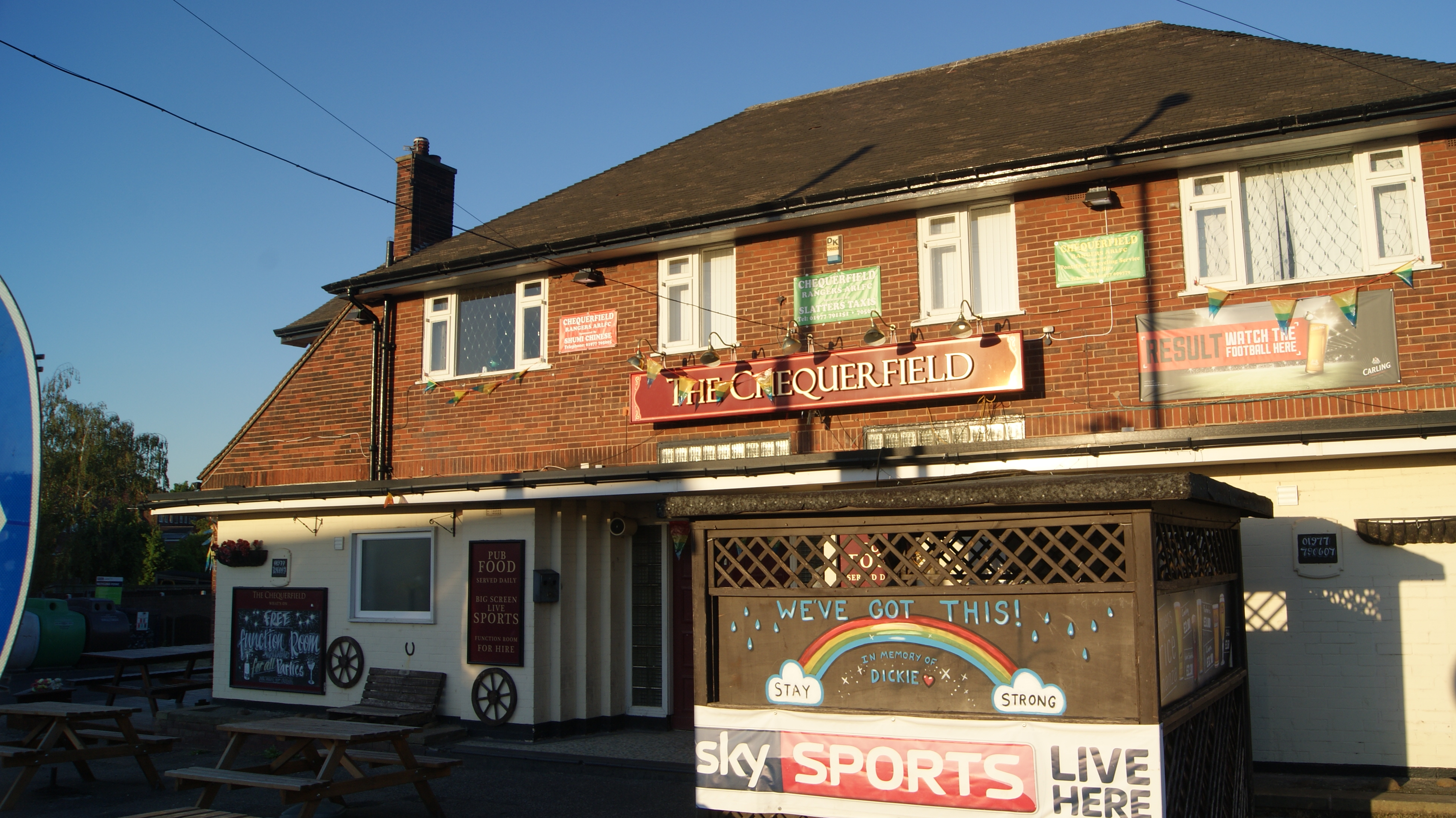
Los pubs que tienen Sky Sports a menudo lo muestran, como este en Chequerfield, Pontefract, West Yorkshire.

El 18 de julio de 2017, Sky realineó sus señales deportivas, eliminando los canales numerados en favor de servicios dedicados a sus propiedades deportivas principales, incluidos el cricket, la Fórmula 1, el golf y dos canales de fútbol (uno específicamente dedicado a la Premier League)  y tres canales dedicados a la cobertura deportiva general. Además, Sky anunció que revisaría la estructura de precios de los canales para hacerlos más atractivos para los espectadores; Los clientes de Sky pueden comprar hasta tres de los canales a la carta o el paquete completo. Como antes, Sky Sports Mix transmite programación seleccionada de todos los canales y está incluido en el servicio básico de Sky. En el servicio Now TV de Sky, todo el servicio Sky Sports continúa disponible a través del sistema de pases programados. La disponibilidad y el paquete del nuevo servicio varían en otros proveedores.
La división estadounidense NBC Sports se convirtió en hermana de Sky Sports luego de la adquisición de Sky plc por parte de Comcast. El 29 de enero de 2019, Sky y la cadena de televisión por suscripción estadounidense hermana NBCSN se asociaron para la cobertura de la fecha límite del mercado de fichajes (NBC posee los derechos de la Premier League en Estados Unidos), y la cadena anunció más tarde que agregaría una transmisión simultánea de una hora del canal Sky Sports News a su programa matutino de lunes a viernes a partir del 4 de marzo. Para el Players Championship 2019 del PGA Tour, Sky Sports Golf probó sinergias similares con su nuevo canal hermano Golf Channel. Para la temporada 2019-20, NBC inició una integración al aire más extensa de los recursos de Sky Sports en su cobertura estadounidense de la Premier League, incluida la adición de los programas de estudio de Sky a su servicio de suscripción "Premier League Pass", la adopción de presentaciones al aire que recuerdan de Sky, y realizando cobertura desde el estudio de Sky durante el primer fin de semana.
En mayo de 2023, Sky renovó sus derechos sobre la EFL hasta la temporada 2028-29 por £935 millones y anunció que planeaba televisar más de mil partidos por temporada a través de televisión lineal y streaming.
En mayo de 2024, Sky anunció "Sky Sports+", una nueva plataforma de streaming que albergaría sus derechos ampliados de la EFL y el tenis, entre otras propiedades; la plataforma podría transmitir hasta 100 programas simultáneos. Sky también anunció que uno de sus canales también cambiaría de nombre y pasaría a llamarse Sky Sports+. El nuevo servicio se lanzó el 8 de agosto y el canal que cambió su nombre fue Sky Sports Arena.

## Canales de televisión
Once canales principales completan la oferta de Sky Sports:
| Nombre                    | Descripción |
| ------------------------- | --- |
| Sky Sports Mix            | Disponible para todos los clientes de Sky. Transmite una mezcla de deportes en directo y programación suplementaria de la red de canales. |
| Sky Sports Main Event     | Retransmite los eventos más importantes. Es considerado el canal principal del paquete.                                                   |
| Sky Sports Premier League | Dedicado exclusivamente a la Premier League, incluyendo la emisión de partidos en directo, y más programas para ampliar la cobertura.     |
| Sky Sports Football       | Dedicado a la cobertura de partidos de futbol que no pertenecen a la Premier League, como la EFL Championship y la Scottish Premiership.  |
| Sky Sports Cricket        | Dedicado a retransmisiones de cricket. |
| Sky Sports Golf           | Dedicado a transmisiones de golf. |
| Sky Sports F1             | Dedicado a retransmisiones de Fórmula 1, así como otras competiciones como Fórmula 2 y la GP3 Series.                                     |
| Sky Sports Action         | Dedicado a la emisión de otros deportes, como el tenis o el rugby.                                                                        |
| Sky Sports+               | Dedicado a la transmisión de partidos múltiples de la EFL, tenis o rugby (reemplazó a Sky Sports Arena el 8 de agosto de 2024).           |
| Sky Sports Racing         | Disponible con el paquete básico de Sky TV (Sky Signature). Dedicado a la cobertura de las carreras de caballos.                          |
| Sky Sports News           | Ofrece una cobertura amplia de noticias de todos los deportes. A veces también transmite fútbol en directo.                               |

## Programación
Sky posee exclusivamente en el Reino Unido e Irlanda los derechos de una serie de deportes, en particular los que se enumeran a continuación. También transmiten una amplia gama de otros deportes. Parte de la programación del canal de deportes de BSB fue la FA Cup, tenis del US Open y fútbol americano de la NFL.
Muchos de los paquetes de derechos de BSB Sports Channel, como los de la FA Cup, Wimbledon y Test Cricket, se adquirieron junto con la BBC.

### Fútbol

#### Premier League
Sky Sports transmitió 155 partidos en vivo de la Premier League por temporada desde la edición 2019-20 hasta la 2024-25. En diciembre de 2023, se anunció que el número de encuentros que Sky televisará desde el inicio de la temporada 2025-26 casi se duplicará, aumentando a un mínimo de 215 partidos por temporada. El aumento se debe en parte a que Sky se hizo cargo de las rondas entre semana transmitidas anteriormente por Amazon, así como que mostrará los diez partidos de la última jornada de la temporada. Este acuerdo estará vigente hasta el final de la temporada 2028/29. Estos encuentros se juegan los viernes por la noche, los sábados por la tarde y noche y los domingos y los lunes por la noche, para los que Sky transmite los programas dedicados a estos Friday Night Football (FNF), Saturday Night Football (SNF), Renault Super Sunday y Monday Night Football (MNF). Los juegos que Sky Sports transmite fuera de estas franjas horarias tienen el título del programa Premier League Live. David Jones es el presentador de Super Sunday y Monday Night Football y Kelly Cates es el presentador de Friday Night Football y Saturday Night Football. Ambos presentadores se turnan para presentar el Premier League Live.
Los principales expertos del estudio incluyen a Gary Neville, Jamie Carragher, Jamie Redknapp, Graeme Souness, Roy Keane, Micah Richards, Karen Carney y Michael Dawson. Los comentaristas principales de Sky Sports incluyen a Martin Tyler, Rob Hawthorne y Bill Leslie con Ian Crocker, Gary Weaver y Seb Hutchinson apareciendo ocasionalmente, mientras que Gary Neville, Jamie Carragher, Alan Smith, Andy Hinchcliffe, Karen Carney, Don Goodman y Lee Hendrie son comentaristas ocasionalmente. Sky Sports generalmente utiliza un equipo de comentaristas estándar de dos personas en la cobertura de la Premier League; sin embargo, en partidos más grandes, se utiliza un equipo de comentaristas de tres personas formado por Martin Tyler, Gary Neville y Jamie Carragher. Geoff Shreeves, Patrick Davison, Greg Whelan, Laura Woods y Eilidh Barbour son los principales reporteros en la cobertura de la Premier League. Woods también presenta desde el lado de la cancha del campo en el que se llevó a cabo el juego anterior en la cobertura del Super Sunday.

##### Game of the Day/Premier League Replay
- Game of the Day: Al aire a las 8:30 p. m. todos los sábados por la noche con los 90 minutos completos de un partido seleccionado de los inicios de las 3:00 p. m. del día.
- Premier League Replay: Al aire a las 10:30 p. m. todos los sábados con una selección de resúmenes extendidos de todos los partidos de la Premier League jugados ese día, excepto los partidos que se transmiten en vivo por TNT Sports. Los espectadores en las plataformas Sky Digital y Virgin Media pueden elegir highlights extendidos de hasta ocho juegos. Los espectadores que no utilicen el servicio interactivo verán 30 minutos de momentos destacados de un  solo partido.

Los principales narradores que aparecen en Game of the Day y Premier League Replay consisten en una variedad de profeduinales relacionados con el fútbol, incluidos: Peter Drury, Jim Proudfoot, Joe Speight, Ian Darke, Gary Taphouse, Nigel Adderley, Mark Scott y Jonathan Beck. Mientras que los comentaristas incluyen a Tony Gale, Keith Andrews, Andy Walker, Garry Birtles, Davie Provan, Don Goodman, David Phillips, Danny Gabbidon, Terry Gibson, Iain Dowie y Efan Ekoku.  Estos son los mismos feeds que IMG usa para la Premier League Productions World Feed para transmitir los partidos a audiencias internacionales. Juegos que se transmiten en TNT Sports, de los cuales Sky Sports muestra clips destacados, a través de sus plataformas digitales e interactivas, presentan comentarios de la Premier League Productions World Feed.

#### English Football League
Desde el inicio de la temporada 2024-25, Sky emite más de 1000 partidos por temporada, incluidos 328 del Championship, 248 de la League One, 248 de la League Two, los 15 partidos de la eliminatoria, los 93 de la EFL Cup y los 127 del EFL Trophy respectivamente. Esto incluyo una transmisión en vivo de todos los juegos del fin de semana inaugural de la temporada 2024/25, incluidos los partidos programados para las 3:00 p. m. David Prutton y Michelle Owen son los presentadores de la cobertura de la EFL. Gary Weaver, Daniel Mann, Alan Parry, David Stowell, Pien Meulensteen, Ian Crocker, Seb Hutchinson, Rob Palmer y Gary Taphouse son los principales comentaristas. Los principales expertos del estudio y comentaristas incluyen a Andy Hinchcliffe, Keith Andrews, Don Goodman Lee Hendrie. Expertos independientes, Clinton Morrison y Danny Gabbidon también aparecen ocasionalmente en el estudio y como comentaristas respectivamente. Jonathan Oakes, David Craig y Guy Havord son los reporteros.
A partir de la temporada 2018/2019, Sky obtuvo los derechos para mostrar todos los partidos de la Championship entre semana en plataformas digitales e interactivas. Esto significa que mientras se transmite un partido en el canal principal Sky Sports Football; el canal alternativo, Sky Sports Action y la app de Sky Sports muestran la cobertura de muchos otros encuentros al mismo tiempo con narraciones incluidas. Los comentaristas de estos juegos incluyen a Guy Havord, Andy Bishop, Rob Palmer, Ian Crocker, Gary Taphouse, David Stowell y Phil Blacker con los ex narradores de LaLiga Kevin Keatings, Jon Driscoll y Dominic Johnson también comentando. Tony Gale, Lee Hendrie y Danny Gabbidon brindan comentarios sobre estos encuentros.

##### EFL Cup
Sky Sports transmite todos los partidos de la Carabao Cup desde la temporada 2024-25. Mark Chapman es el anfitrión principal de los juegos de la EFL Cup. Los expertos consisten en invitados selectos asociados con los clubes involucrados, pero en las últimas etapas de la competencia, los expertos de la Premier League también se utilizan en la cobertura. Martin Tyler, Rob Hawthorne, Bill Leslie, Gary Weaver, Alan Parry, David Stowell, Ian Crocker, Pien Meulensteen, Daniel Mann, Seb Hutchinson y Rob Palmer son los narradores principales a lo largo de la competencia y los comentaristas incluyen a Gary Neville, Jamie Carragher, Alan Smith, Andy Hinchcliffe, Don Goodman y Lee Hendrie. El reportero principal de los juegos de la EFL Cup es Guy Havord, sin embargo, ocasionalmente se llama a Jonathan Oakes y David Craig para que cubran los encuentros.

##### EFL Trophy
Sky Sports transmite todos los partidos del EFL Trophy desde la temporada 2024/2025. El mismo personal que aparece en la cobertura de la EFL de Sky también es parte de las transmisiones del EFL Trophy.

#### Scottish Professional Football League
Sky posee los derechos exclusivos en vivo de la Scottish Professional Football League, de la cual muestra 60 encuentros por temporada desde la campaña 2024-25 hasta el término de la 2028-29. La cobertura de la SPFL es presentada por Eilidh Barbour, junto con los expertos habituales del estudio, Kris Boyd y James McFadden. Ally McCoist y John Hartson también aparecen como expertos no habituales del estudio. El relator principal de la cobertura es Ian Crocker, y regularmente se le une el comentarista Chris Sutton. Si hay doble cartelera de la SPFL, Gary Weaver también aparece como relator principal. Luke Shanley es el reportero principal del partido, y ocasionalmente, también informa el reportero de Soccer Saturday, Mark Benstead.

#### Major League Soccer
En 2015, Sky Sports obtuvo los derechos para transmitir la Major League Soccer durante ocho temporadas hasta 2022. La cobertura se compartió con FreeSports, y los comentarios se tomaban de la feed mundial.

#### Bundesliga
El 5 de agosto de 2021, Sky Sports adquirió los derechos de la Bundesliga y la Supercopa de Alemania para las siguientes cuatro temporadas.

#### Women's Super League
El 21 de junio de 2021, Sky Sports ganó los derechos de transmisión en vivo de la FA Women's Super League durante las próximas tres temporadas hasta 2024. Como parte del acuerdo, Sky Sports transmitiría 35 juegos por temporada. La presentadora de la WSL en Sky Sports es Caroline Barker, y las principales experts del estudio son Karen Carney y Casey Stoney. Los narradoras principales son Seb Hutchinson y Jacqui Oatley junto con las comentaristas Sue Smith y Siobhan Chamberlain. Lynsey Hooper es la reportera de campo.
En octubre de 2024 se anunció un nuevo acuerdo con Sky Sports y la BBC para los nuevos derechos de transmisión durante el resto de la década, extendiendo la cobertura de la competición por parte de Sky Sports hasta 2030.

### NFL
Sky Sports ha cubierto la NFL desde 1995 y luego de un acuerdo en agosto de 2020 en el que Sky y la NFL acordaron una nueva asociación de cinco años en la que Sky continúa transmitiendo juegos hasta el final de la temporada 2024. Sky Sports transmite cada juego en vivo del jueves por la noche (Thursday Night Football), domingo por la noche (Sunday Night Football) y lunes por la noche (Monday Night Football), junto con dos juegos del domingo por la tarde.
También se confirmó que Sky Sports NFL, un cambio de marca durante la temporada de Sky Sports Action, se lanzaría el 3 de septiembre de 2020.

### Basquetbol
En 2018, Sky Sports firmó un contrato de cuatro años para transmitir la NBA en el Reino Unido. Jaydee Dyer presenta la cobertura de  Sky Sports junto al analista Mo Mooncey.
En noviembre de 2020, la cobertura de la British Basketball League regresó a Sky Sports en un nuevo acuerdo de dos años en el que Sky transmite 30 juegos por temporada, incluida la final del  BBL Trophy y la final de la BBL Cup.